# کریستین تباش
کریستین تباش (انگلیسی: Christian Tabash؛ زادهٔ ۱۴ مهٔ ۱۹۹۹) قایقران روئینگ اهل ایالات متحده آمریکا است.